# Henry Youll
Henry Youll talvolta citato anche come Youell, (fl. XVII secolo) è stato un compositore inglese attivo nel primo trentennio del XVII secolo.

## Biografia
Quasi nulla si conosce della sua vita se non quanto ricavato dalla pubblicazione delle sue composizioni. Egli era originario del Suffolk e fu essenzialmente un madrigalista.
Youll fu precettore dei figli di Edward Bacon e secondo le fonti tutti i fratelli erano a Cambridge in un certo periodo; Youll rievoca: "che piacere la loro compagnia di un tempo, quando li accudii fra voi." 
La sua collezione Canzonets to Three Voyces venne stampata a Londra da Thomas Este nel 1608 e fu dedicata ai tre figli di Edward Bacon, terzo figlio di Nicholas Bacon.
I pezzi avevano eleganza e inventiva,  mentre le parole di Sidney, Ben Jonson e Sir John Davies, indicavano un uomo di gusto.

## Registrazioni
- The Sydney Society of Recorder Players, "The Merry Month of May" - (Hunt 1227)

## Spartiti
- Stainer & Bell, "Henry Youll: Canzonets to Three Voices" (1608), (Ref. EM28)
- Stainer & Bell, "Henry Youll: In the Merry Month of May" (1608)
- "Henry Youll: While Joyful Springtime Lasteth" (Published by Hal Leonard, HL.08551265))
- "Three English Madrigals. Pity me my own sweet Jewel. Fly not so fast. Messalina's Monkey", Roberton Publications (1977), ASIN: B0000D37SB
- "Pipe, Shepherds, Pipe" (Scott), ASIN: B0000D5FTH